# Ligier JS2
Ligier JS2 – samochód sportowy produkowany przez francuskie przedsiębiorstwo Ligier w latach 1971–1975. Dostępny był jako 2-drzwiowe coupé. Do napędu używano silnika V6 o pojemności 2,7 l oraz V6 z Maserati o pojemności 3,0 l. Moc przenoszona była na oś tylną poprzez pięciobiegową skrzynię biegów. Samochód produkowano w Vichy we Francji gdzie według różnych źródeł  powstało od 82 do 300 egzemplarzy. 

## Historia
JS2 był rozwinięciem modelu Ligier JS1 powstałego w 1969 roku. Projektantem karoserii obu samochodów był Pietro Frua; nowy model otrzymał bardziej wydłużone i ostrzejsze linie przodu, a z tyłu przeszkloną klapę nad silnikiem. JS2 został zaprezentowany na salonie w Paryżu w październiku 1970. Miał być napędzany silnikiem Ford V6 2,6 l o mocy 165 KM, lecz Ford ostatecznie odmówił dostarczania silników, co spowodowało opóźnienie w produkcji serii. Do napędu zastosowano ostatecznie silnik Maserati V6 2,7 l (2670 cm³)o mocy 170 KM. Od lutego 1973 stosowano silnik Maserati V6 3l (2965 cm³) o mocy 195 KM. W 1975 roku zaprezentowano na salonie w Genewie ostatnią wersję, z chowanymi reflektorami, lecz wyprodukowano jej już tylko 7 sztuk. W obliczu kryzysu naftowego lat 70. i spadku popytu na samochody sportowe,  Ligier zakończył następnie budowę samochodów.
Ligier JS2 z silnikiem 3,0 l kosztował 74.500 franków – nieco więcej niż ówczesne Dino 246GT (74.000 franków) i Porsche 911S. 
W 1975 roku Ligier JS2 wyposażony w silnik V8 3,0 l Ford Cosworth DFV zajął drugie miejsce w wyścigu 24h Le Mans.

## Dane techniczne

### Silnik
- V6 2,7 l / 3,0 l (2670/2965  cm³), 2 zawory na cylinder, DOHC
- Producent: Maserati
- Średnica × skok tłoka: ?/91,60 mm x 75,00 mm
- Stopień sprężania: ?/8,75:1
- Moc maksymalna: 170/195 KM (125/143,5 kW) przy 5500/6000 obr./min[4]
- Maksymalny moment obrotowy: 230/255 N•m przy 4000 obr./min[4]

### Osiągi
- Przyspieszenie 0-100 km/h: 7/? s
- Prędkość maksymalna: 242/247 km/h[1]

## Galeria

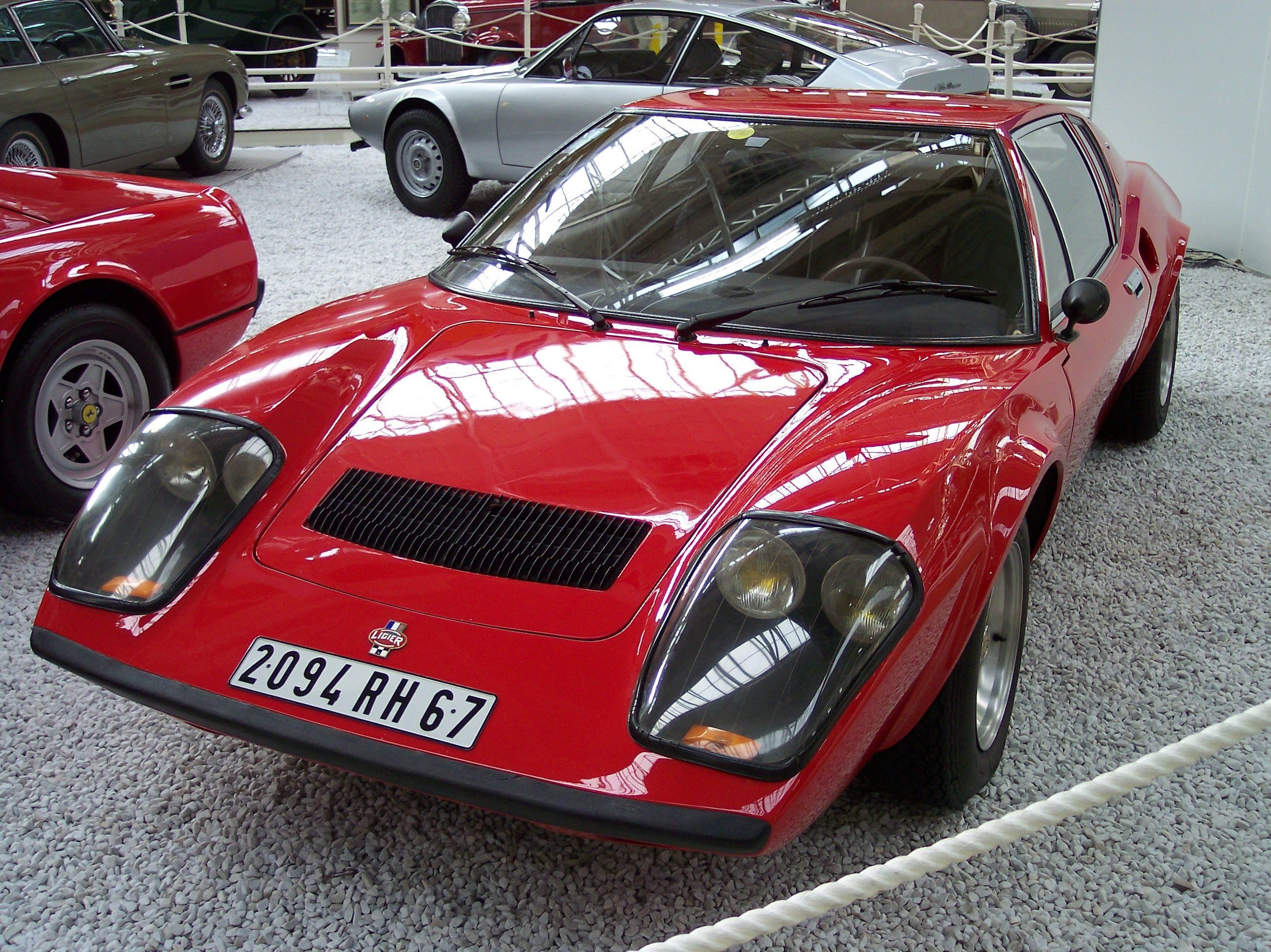
Ligier JS2
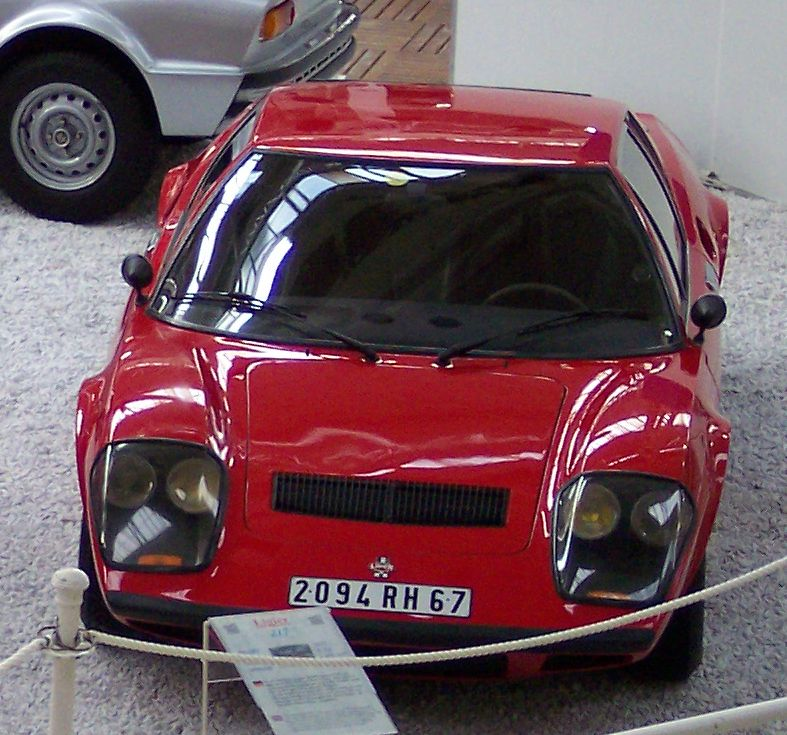
Ligier JS2
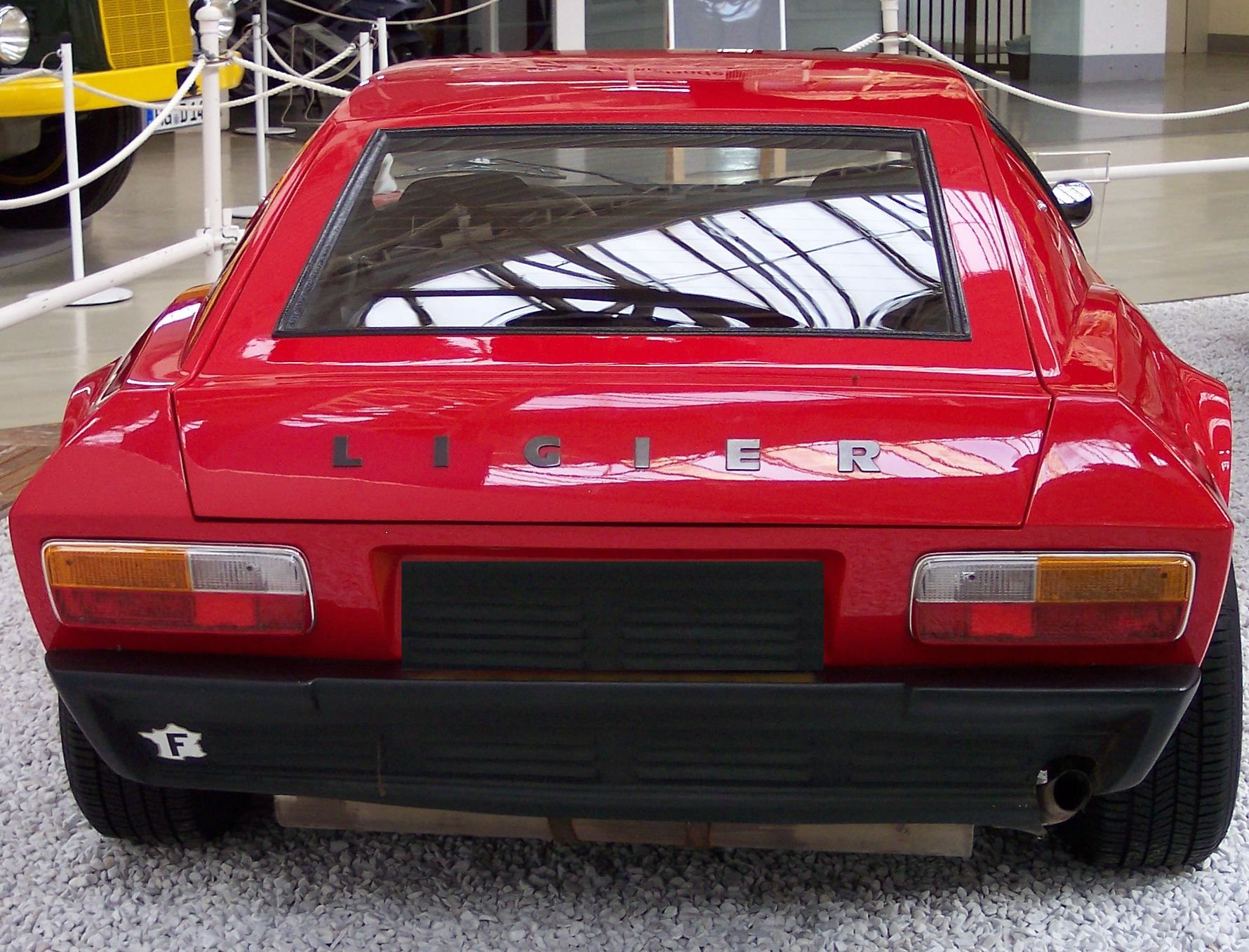
Ligier JS2 – tył pojazdu
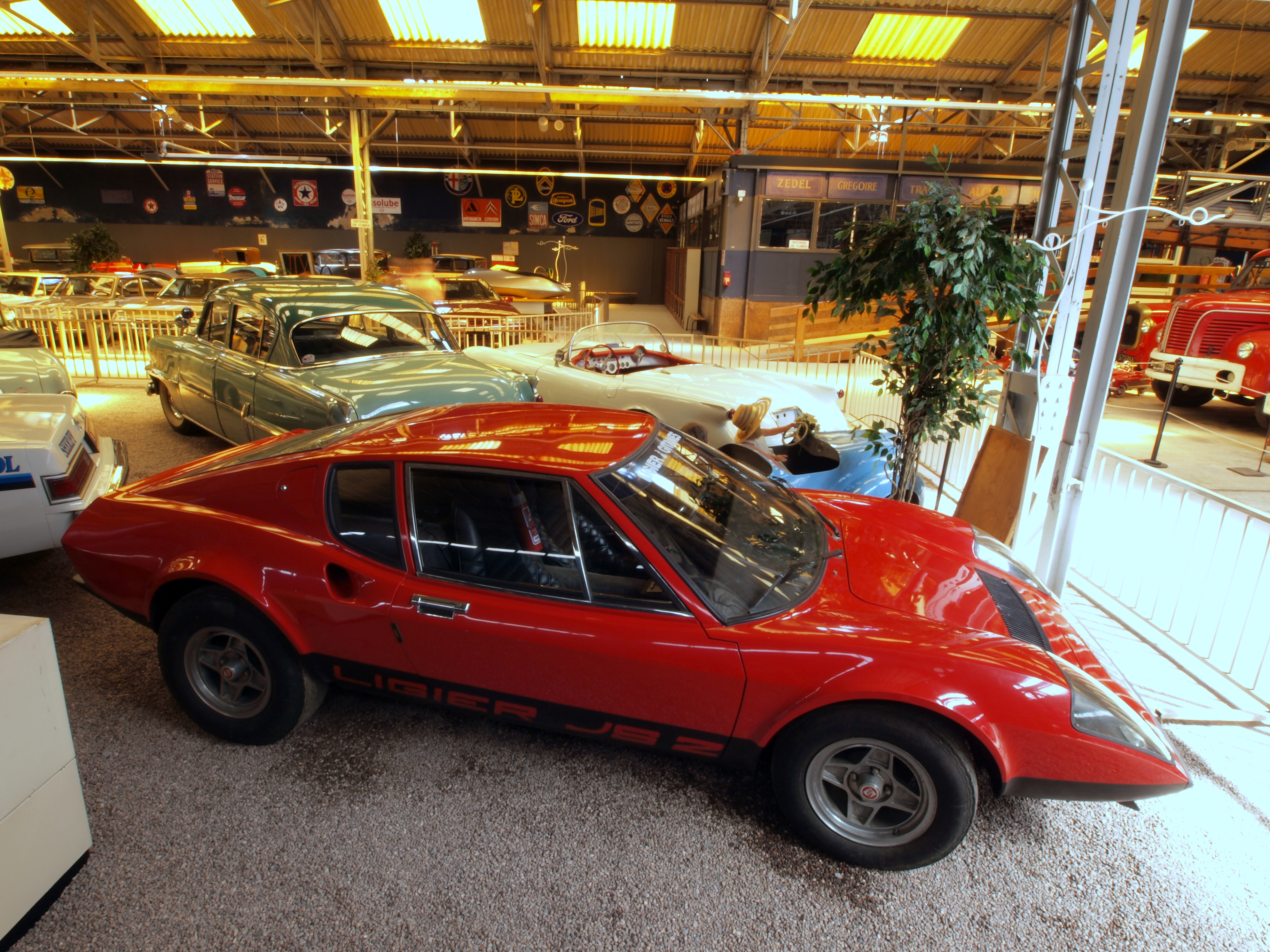
Ligier JS2
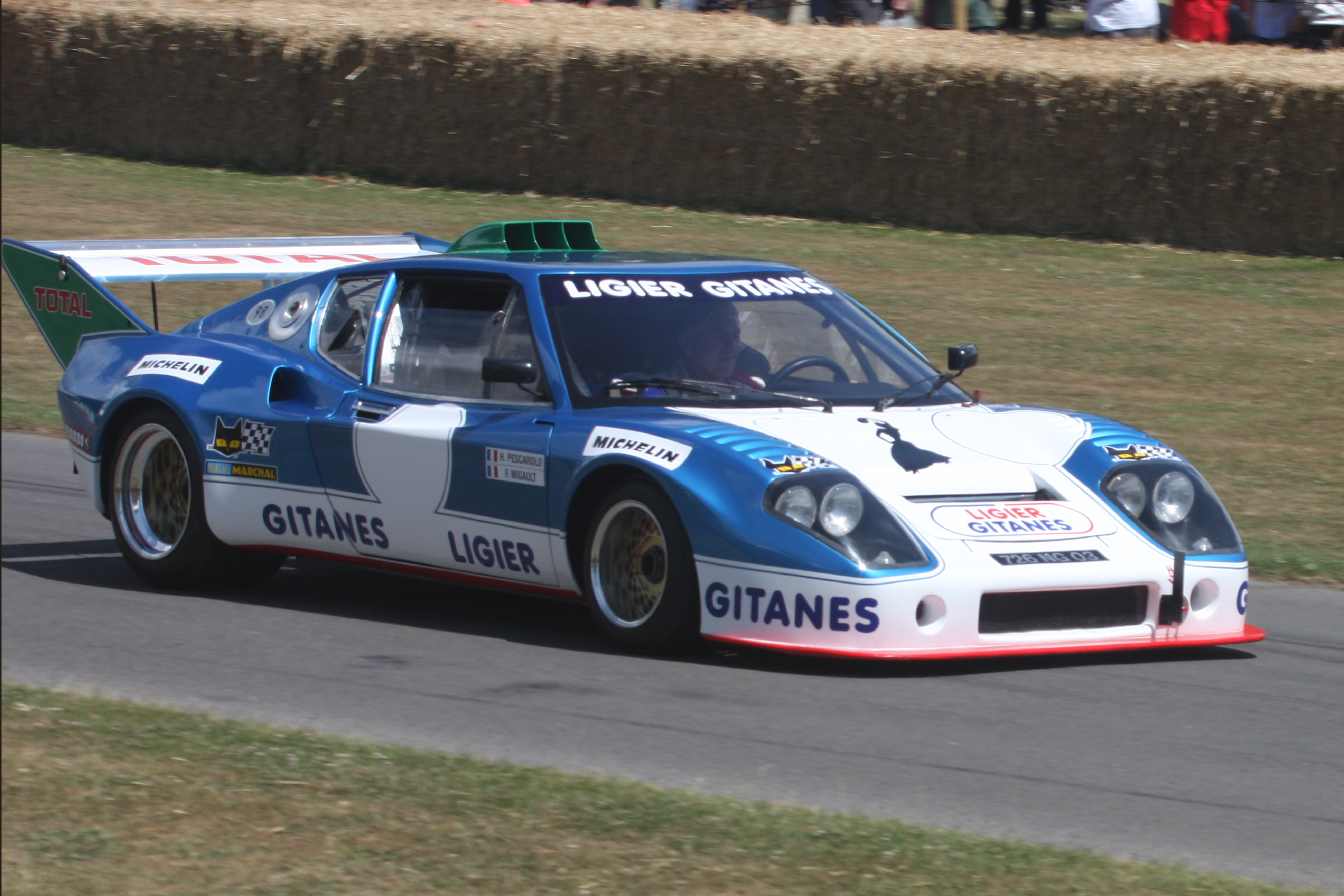
Ligier JS2 Ford Cosworth DFV